# Корадо Алваро
Корàдо Алвàро (на италиански: Corrado Alvaro) е италиански писател, журналист, поет и сценарист.
Най-известните му романи са „Хората в Аспромонте“ (1930, Gente in Aspromonte), посветен на родната му област Калабрия, и „Човекът е силен“ (1938, L'uomo è forte), в който действието се развива в Съветския съюз и който осъжда диктатурата.

## Биография
Роден е в Сан Лука, градче във вътрешността на Йонийска Калабрия, в подножието на Аспромонте, в провинция Реджо Калабрия първото от шест деца на Антонио, начален учител, и Антония Джампаоло, дъщеря на дребни собственици. Баща му основава вечерно училище за фермери и неграмотни овчари.
През 1905 г. започва да учи в Йезуитския колеж на Вила Мондрагоне във Фраскати, ръководен от известния гръцист Лоренцо Рочи. Корадо прекарва пет години в този колеж, в който учат наследниците на римската висша класа и следователно бъдеща италианска управляваща класа, учи жадно и започва да пише първите си стихове. През 1910 г. е принуден да напусне колежа, тъй като се занимава с неразрешени четения: хванат е да чете „На Сатаната“ от Джозуе Кардучи.
Завършва средното си образование в Лицей „П. Галупи“ в Катандзаро през 1913 г.. Остава там до януари 1915 г., когато заминава да се бие в Първата световна война. Назначен е в пехотен полк, разположен във Флоренция. Ранен близо до Сан Микеле дел Карсо в двете ръце, прекарва дълго време във военни болници.
Той е в Рим през септември 1916 г., където започва да сътрудничи на вестник „Ресто дел Карлино“. Когато става негов редактор, се мести в Болоня заедно със сестра си Мария. На 8 април 1918 г. се жени за Лаура Бабини от Болоня.
През 1919 г. се мести в Милано като сътрудник на вестник „Кориере дела Сера“. През същата година завършва специалност „Литература“ в Миланския университет. През 1921 г. става парижки кореспондент на антифашисткия вестник „Мондо“ на Джовани Амендола. Сътрудничи на сатиричния вестник „Беко джало“. През 1925 г. е сред подписалите Манифеста на антифашистките интелектуалци на Бенедето Кроче. Въпреки това през 1934 г. той публикува доклад за рекултивацията на Агро Понтино за изданията на Фашисткия институт за култура, в който е обвинен като апологет на фашизма след войната. Той се оправдава с не особено убедителни аргументи в Последен дневник: „Ще го напиша и днес, ако някой бонифицира нещо, който и да е, тъй като съм свързан с работата, със земята, с човешкото страдание“.
През 1926 г. публикува първия си роман „Човекът в лабиринта“ (L'uomo nel labirinto), който изследва възхода на фашизма в Италия през 20-те години. Убеден демократ с антифашистки възгледи, политиката на Алваро го превръща в обект на наблюдение на фашисткия режим на Мусолини. Той е принуден да напусне Италия и през 30-те години пътува широко в Западна Европа, Близкия изток и Съветския съюз. Пътувания, които той по-късно разказва в своите пътеписи.
Заминава за Берлин през 1928 г., където продължава дейността си като журналист, сътрудничейки на вестник „Стампа“ и списание „Италия летерария“ (за което интервюира Луиджи Пирандело на 14 април 1929) г. Завръща се в Италия през 1930 г. и посещава Турция през 1931 г. и Русия през 1935 г. След това, от 1937 г., той сътрудничи на списание „Омнибус“ на Лео Лонганези с различни статии за Октомврийската революция от 1917 г. и съветското общество. През 1938 г. публикува „Човекът е силен“ (L'uomo è forte) – роман, направен след пътуване до Русия; това е критика на сталинисткия тоталитаризъм, защита на индивида срещу потисничеството на тоталитаризма, с което печели наградата на Италианската академия за литература, но което му спечели обвинението във фашизъм от Джакомо Дебенедети.
През 1920-1930-те години е кореспондент на вестник „Мондо“ в разни страни.
През януари 1941 г. той се връща в Сан Лука за последен път за погребението на баща си. Вместо това той ще се връща няколко пъти в Карафа дел Бианко, за да посети майка си и брат си Дон Масимо, енорийския свещеник на града. От 25 юли до 8 септември 1943 г. поема ръководството на вестник „Пополо ди Рома“, на който вече е бил театрален критик между 1940 и 1942 г. Принуден да избяга от германската окупация на Рим, той намира убежище в Киети под предполагаемото име Гуидо Джорджи. В Киети изкарва прехраната си с уроци по английски език.
През 1945 г. основава, с Либеро Биджарети и Франческо Джовине, Националния съюз на писателите, в който заема длъжността на секретар до смъртта си, и Националния писателски фонд. Също през същата година, само за три седмици, от 1 до 23 март, той е първият директор на националния радиовестник на Rai, назначен от Луиджи Руска, упълномощен от правителството на Бономи да преучреди и управлява радиокомпания.
От 7 март до 15 юли 1947 г. той поема ръководството на вестник „Рисорджименто“ в Неапол, собственост на Акиле Лауро. Алваро прави ясен завой наляво, което го поставя в противоречие с издателя, който го кара да подаде оставка през юли същата година.
През 1949 г. той публикува трагедията „Дългата нощ на Медея“, съсредоточена върху митологичния сблъсък на Язон и Медея, преосмислен като противопоставяне между човека, уморен от героизъм, и онези, които все още копнеят за героичния жест, от което произтича, според Джорджо Барбери Сквароти, „носталгичен" реакционер" по непокътнати идеали, по митичната святост на принципите, отвъд историята".
През 1954 г., поразен от коремен тумор, той претърпява деликатна операция. Болестта засяга и белите дробове и 61-годишният Алваро умира, наблюдаван до края от писателката Кристина Кампо, в дома си в Рим на 11 юни 1956 г., оставяйки някои романи недовършени. Погребан е в малкото гробище на Валерано – градче, където е купил провинциална къща през 1939 г.

## Литературна кариера
Първоначално литературните усилия на Алваро не се радват на голям успех. Критиците похвалват първия му роман L'uomo nel labirinto („Човекът от лабиринта“) за изобразяването на отчуждението на индивидите и обществото като цяло. Следващите му творби, L'amata alla finestra („Любимата на прозореца“), Gente in Aspromonte („Хората в Аспромонте“), La signora dell'isola („Господарката на острова“) и Vent'anni („20 години“) го утвърждават като важен писател. Жури, включващо известния италиански писател Луиджи Пирандело, му присъжда награда от 50 000 лири, дадена от вестник „Стампа“ през 1931 г. за „Хората в Аспромонте“. През 1951 г. печели наградата „Стрега“ – най-престижната литературна награда в Италия, за книгата с мемоари Quasi una vita („Почти един живот“).
Алваро е известен с реалистичните си епични изображения на италианските бедни хора. По-късната му работа изобразява контраста между копнежа по простота, пасторален начин на живот и стремежа за постигане на материален успех, който привлича хората в града.
Той е един от първите автори, който споменава Ндрангета – мафиотското престъпно сдружение в родната му Калабрия, в няколко кратки разказа и в статия, публикувана във вестник „Кориере дела Сера“ през 1955 г.

## Признания
- През 1951 г. печели награда „Стрега“ с мемоарната си книга „Почти един живот“ (Quasi una vita). 1951 г. е годината на т. нар. „Голяма петорка“, която включва, освен от Алваро, „Часовникът“ от Карло Леви, „Конформистът“ от Алберто Моравия, A cena col commendatore от Марио Солдати и Gesù, fate luce of Доменико Реа.
- В Библиотека „Пиетро де Нава“ в Реджо Калабрия му е посветена зала, която съдържа мебелите, килимите, картините и книгите от ателието на писателя, дарени на библиотеката от неговата съпруга Лаура и техния син Масимо.
- Валерано кръщава улица, общинската библиотека и основните училища на писателя. Пред входа им е поставена бронзова статуя, представяща писателя, с епиграф в основата: „Корадо Алваро – писател, който обичаше тази земя толкова много“. През 2015 г. Община Валерано учредява литературната награда „Корадо Алваро – Либеро Биджарети“.
- Управата на Национален парк „Аспромонте“ създава Литературен парк „Корадо Алваро“ – културен маршрут, който включва родното място на писателя в Сан Лука.
- Сан Лука отдава почит на писателя с Националната литературна награда „Корадо Алваро“.
- През 2015 г. провинция Реджо Калабрия кръщава историческата административна сграда, сега седалище на столичния град, на негово име – Палата „Корадо Алваро“.

## Произведения

### Романи

#### Цикъл „Спомени за потъналия свят“ (Memorie del mondo sommerso)
1. L'età breve (1946)
2. Mastrangelina (1960), посмъртно
3. Tutto è accaduto (1961), посмъртно

#### Самостоятелни романи
- L'uomo del labirinto (1926)
- Vent'anni (1930)
- L'uomo è forte (1938) – Награда на Кралската италианска академия по литература
- Belmoro (1957), посмъртно

### Повести, разкази и новели
- La siepe e l'orto (1920) – повести
- L'amata alla finestra (1929) – сборник с разкази
- Gente in Aspromonte (1930) – сборник с разкази, 1-ва важна литературна награда (от в. „Стампа“)
- La signora dell'isola (1930) – сборник с разкази
- Il mare (1934) – 4 новели ("L'uomo nel labirinto", "Solitudine", "Il mare", "L'ultima delle mille e una notte")
- Incontri d'amore (1940) – новели
- Un fatto di cronaca. Settantacinque racconti (1955) – разкази
- Сватбено пътешествие до Неапол, разкази, превод Петър Драгоев, изд. „Народна култура“, София, 1979

### Лирика
- Poesie grigioverdi (1917), стихосбирка

### Други

#### Цикъл „Италиански маршрут“ (Itinerario italiano)
1. Itinerario italiano (1933)
2. Roma vestita di nuovo (1957)
3. Un treno nel Sud (1958)

#### Самостоятелни
- Calabria (1931)
- Viaggio in Turchia (1932)
- Maestri del diluvio; viaggio nella Russia sovietica (1935)
- Viaggio in Russia (1943)
- Quasi una vita. Giornale di uno scrittore (1950), мемоари – Награда „Стрега“ (1951)
- Ultimo diario (1959)

### Публицистика
- Polsi nell'arte, nella leggenda, e nella storia (1912) – брошура, издадена когато е ученик
- Terra Nuova. Prima cronaca dell'Agro Pontino (1934)
- Il nostro tempo e la speranza. Saggi di vita contemporanea (1952)

### Драматургия
- Il paese e la città (1923)
- Il caffè dei naviganti (1939)
- Lunga notte di Medea (1949), трагедия в две действия
- Il teatro di Corrado Alvaro (2006)

## Филмография

### Сценарист
- L'angelo ferito (1927)
- Casta diva (1935), реж. Кармине Галоне
- Tagebuch der Geliebten (1935)
- Il diario di una donna amata 1936), реж. Херман Костерлиц
- Una donna tra due mondi (1936), реж. Гофредо Алесандрини и Артур М. Рабеналт
- L'albero di Adamo (1938), реж. Марио Бонар
- Terra di nessuno (1939), реж. Марио Бафико
- Solitudine (1941), реж. Ливио Паванели
- Fari nella nebbia (1942), реж. Джани Франчолини
- Una notte dopo l'opera (1942)
- Noi vivi (1942), реж. Гофредо Алесандрини
- Addio Kira! (1942), реж. Гофредо Алесандрини
- Carmela (1942), реж. Флавио Калвадзара
- Febbre (1943), реж. Примо Дзельо
- La storia di una capinera (1943), реж. Дженаро Ригели
- Resurrezione (1944), реж. Флавио Калвадзара
- La carne e l'anima (1945), реж. Владимир Стрижевский
- Caccia tragica (1947), реж. Джузепе Де Санктис
- Riso amaro (1949), реж. Джузепе Де Санктис
- Donne senza nome (1950), реж. Геза фон Равдани
- Patto col diavolo (1950), реж. Луиджи Киарини
- Roma ore 11 (1952), реж. Джузепе Де Санктис